# Partido Nacional Rumano
El Partido Nacional Rumano, originalmente Partido Nacional Rumano de Transilvania y el Banato (en rumano: Partidul Naţional Român o en rumano: Partidul Naţional Român din Transilvania şi Banat), fue un partido político que fue inicialmente fundado ofrecer a los rumanos representación étnica en el Reino de Hungría, la parte transletana de Austria-Hungría,  especialmente a los de las regiones de Transilvania y el Banato. Tras la Primera Guerra Mundial se convirtió en uno de los principales partidos de Rumania y formó gobierno con Alexandru Vaida-Voevod al frente entre noviembre de 1919 y marzo de 1920. Desapareció en 1926 al fusionarse con el Partido Campesino para formar el nuevo Partido Nacional Campesino.

## Periodo austrohúngaro

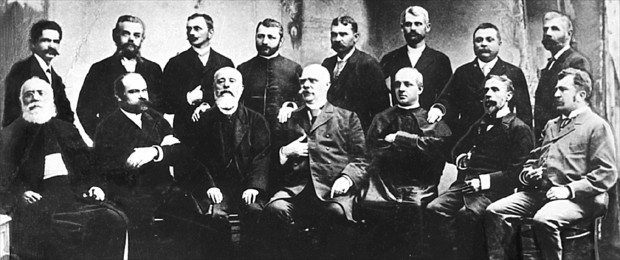
Políticos rumanos austrohúngaros que firmaron el Memorándum de Transilvania de 1892.

El partido se fundó el 12 de mayo de 1881 mediante la unión del Partido Nacional de los Rumanos en Transilvania (Partidul Naţional al Românilor din Transilvania) y el Partido Nacional de los Rumanos en el Banato y Hungría (Partidul Naţional al Românilor din Banat şi Ungaria) ambos creados en 1869 (dos años después del Compromiso Austrohúngaro que dividió en dos áreas el imperio). Sus políticas estaban basadas en el liberalismo y los intereses de la clase media rumana, y se opuso al centralismo del gobierno de Budapest, abogando por el fin a las políticas de magiarización y la formación de un parlamento húngaro  más representativo (el sufragio estaba todavía basado en la riqueza, favoreciendo así a los húngaros de Transilvania frente a la población rumana, inicialmente abrumadoramente campesina).
La mayoría de sus dirigentes fueron católicos de rito griego, siguiendo una tendencia de la política regional que se inició con la introducción de las Iglesias orientales católicas en el siglo XVIII, cuando la conversión había sido alentada por la monarquía de los Habsburgo con la promesa de la concesión de derechos civiles. Durante todo el periodo, aun siendo una minoría en comparación con la comunidad ortodoxa rumana, los greco-católicos fueron los líderes de todos los proyectos políticos de la comunidad que se dirigieron directamente al gobierno imperial en Viena, a partir del Supplex Libellus Valachorum de 1791.

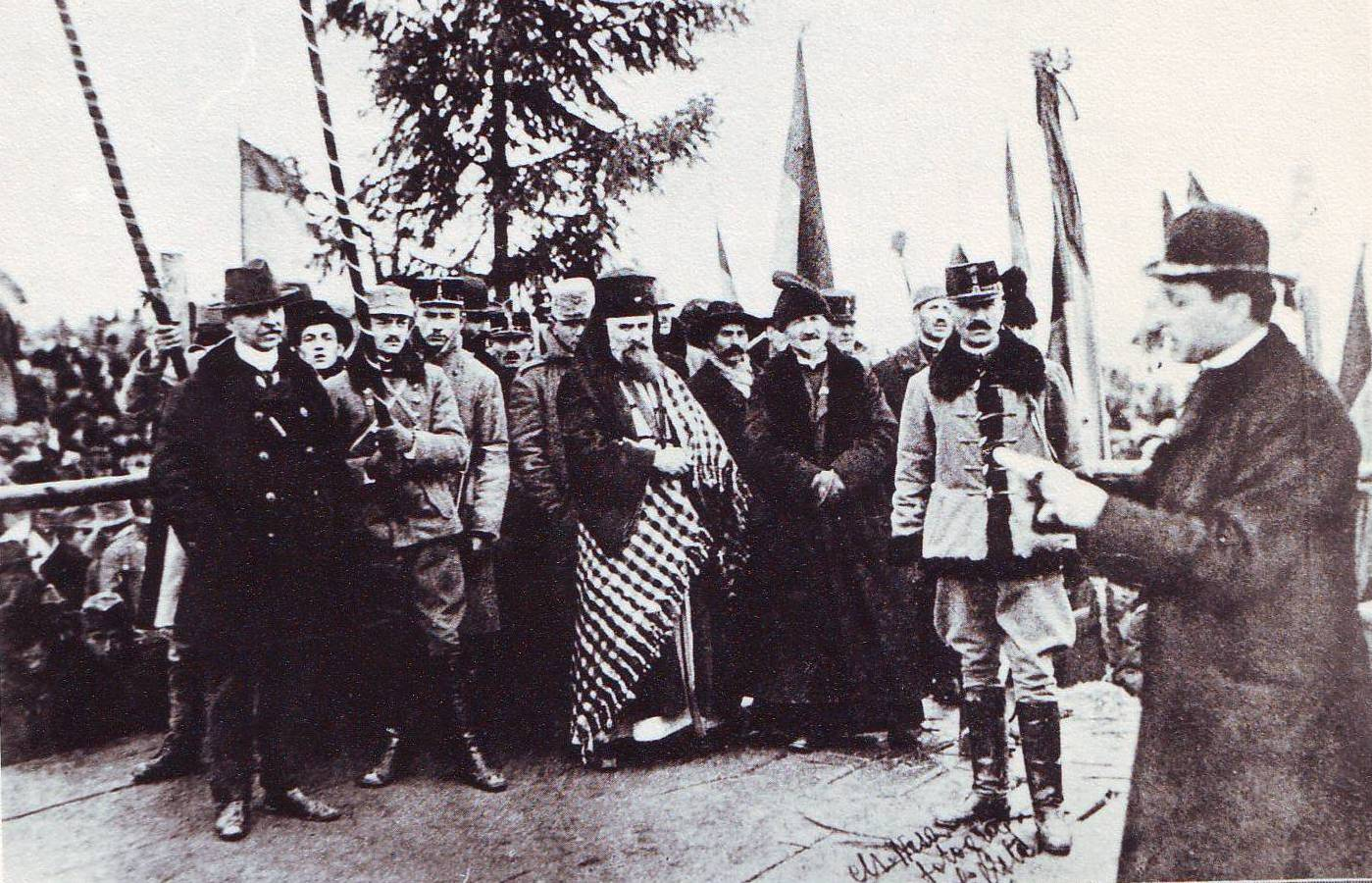
Lectura del Acta de Unión de Transilvania a Rumanía por parte del obispo católico griego Iuliu Hossu, el 1 de diciembre de 1918 en Alba Iulia.

La generación anterior de políticos rumanos austrohúngaros (especialmente su figura central, Andrei Şaguna) habían quedado desilusionados  por las políticas imperiales y las negociaciones del gobierno con Budapest después de las revoluciones de 1848 (que culminó en la disolución de la Dieta de Transilvania y la firma del Ausgleich, que conllevó la inclusión de Transilvania en Hungría), y se había refugiado en empresas culturales, como ASTRA. Al mismo tiempo, la alianza de Rumania con Austria-Hungría y el Imperio alemán, llevada a cabo bajo el reinado de Carol I y durante el periodo de gabinetes conservadores, había impedido cualquier otro tipo de asistencia aparte del mantenimiento de centros educativos y religiosos para las comunidades rumanas. El PNR llenó un vacío en la escena política y, como muchos otros partidos austro-húngaros de carácter nacionalista, centró sus exigencias máximas en la búsqueda de un marco administrativo nuevo para el Imperio.

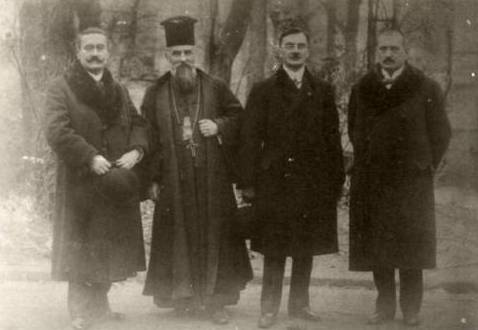
Dirigentes del PNR en el periodo de posguerra. De izquierda a derecha: Alexandru Vaida-Voevod, Miron Cristea y Iuliu Maniu.

Desde 1906 el PNR fue uno de los dos partidos específicamente rumanos en el Imperio, pues los grupos socialistas rumanos de la región se unieron para formar el Partido Socialdemócrata de Transilvania y del Banato.
En 1892, el PNR se involucró en el movimiento que envió el Memorándum de Transilvania, que reclamaba a la corte de Viena un cambio en el sistema político húngaro. Como Francisco José transmitió la petición a Budapest los firmantes del documento fueron procesados por traición a la patria, y muchos de ellos fueron condenados a largas penas de prisión en 1894. Para la mayoría de los miembros de la mayoría del PNR y la comunidad rumana en general, el acontecimiento resultó ser notable, aumentando la decisión de abandonar los proyectos de convivencia dentro del Imperio y de  concentrarse en la unión con el Reino de Rumania. Sin embargo, muchos dirigentes del partido, incluyendo a Iuliu Maniu y Alexandru Vaida-Voevod, apoyaron la solución federalista favorecida por el heredero del Imperios, el archiduque Francisco Fernando, hasta su asesinato en Sarajevo en 1914 (véase: Estados Unidos de la Gran Austria).
La Primera Guerra Mundial resultó decisiva. En el otoño de 1914 el primer ministro húngaro Esteban Tisza retomó las negociaciones con los dirigentes rumanos, principalmente con los eclesiásticos, más moderados, ofreciendo concesiones en cultura y educación para lograr su respaldo. El Partido, con Maniu a la cabeza, consideró insuficiente la oferta de Tisza, que se negó a incluir un ministro rumano en el gabinete. Ya en esta época Maniu esperaba la entrada en la guerra de Rumanía del lado de la Entente para lograr la unificación de Transilvania con el Reino de Rumania.
Desde 1916, cuando Rumania se unió a las potencias aliadas y fue invadida por una fuerza alemana-austrohúngara, la mayoría de los rumanos de Transilvania sopesó su lealtad política. La cada vez más independiente Hungría, más aún desde la Revolución de los Crisantemos, lo fue completamente en noviembre de 1918, tras el hundimiento de la monarquía austro-húngara. Tomando como referencia los Catorce Puntos del presidente norteamericano Woodrow Wilson, el PNR y los socialdemócratas (agrupados desde principios de octubre en la Junta Central Nacional Rumana (Consiliul Naţional Român Central) se reunieron con representantes de los sajones de Transilvania, convocaron una reunión popular en Alba Iulia el 1 de diciembre de 1918 que aprobó la unión con Rumania y estableció un Directorio como un gobierno provisional de la región, encabezado por Iuliu Maniu.

## Periodo rumano

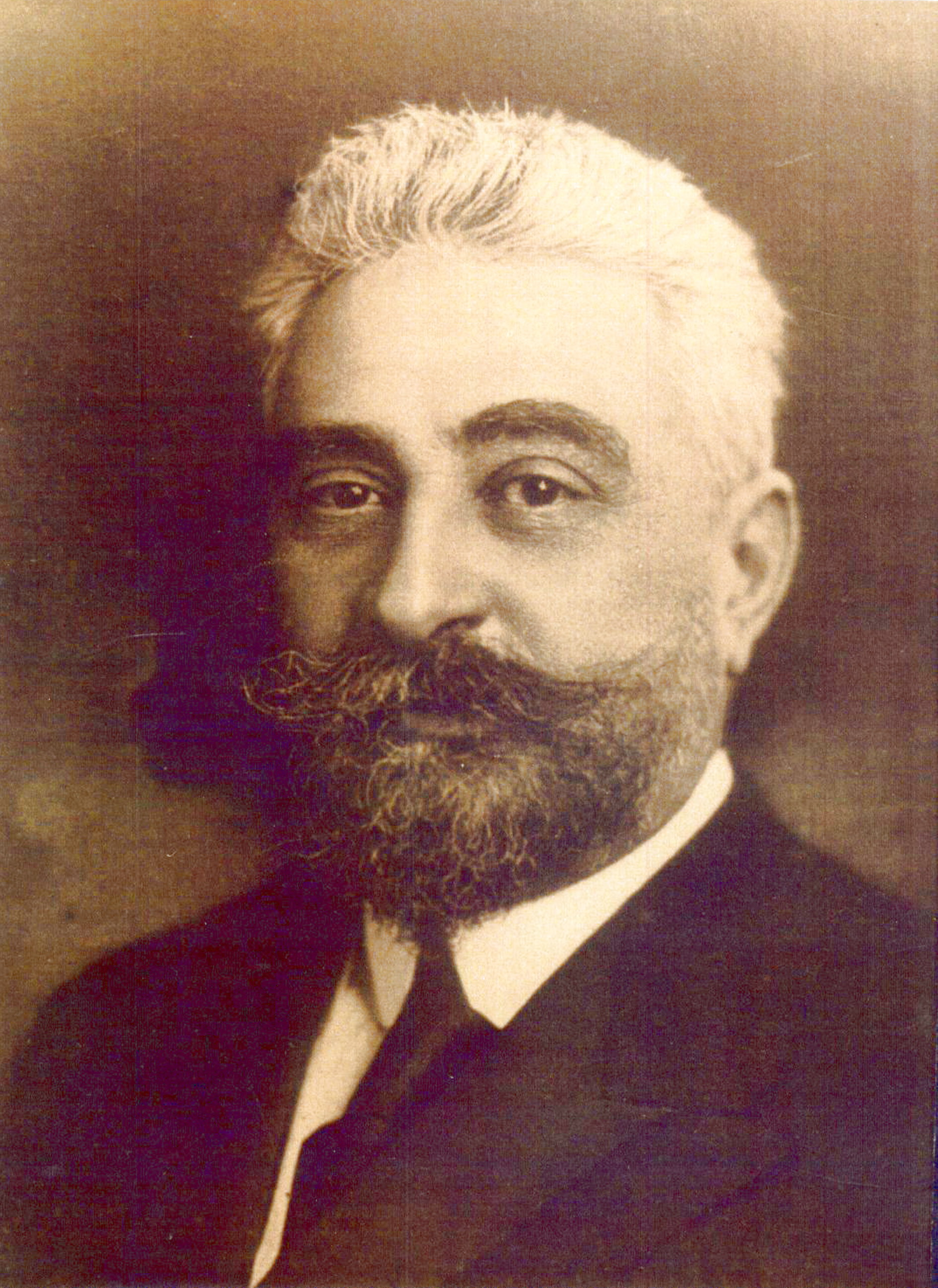
Ionel Brătianu, principal adversario del PNR y frecuente primer ministro, logró apartar al PNR del gobierno hasta su muerte.

Como el principal partido de Transilvania y defensor de la autonomía, el PNR pronto se enfrentó al Partido Nacional Liberal (PNL), el principal partido del antiguo reino, centralista. Este partido se había asegurado el dominio de la política rumana, bajo la dirección de Ionel Brătianu, había llevado al país a la guerra del lado de la Entente en 1916 dando así un golpe definitivo a su tradicional rival el Partido Conservador, generalmente más simpatizante de los Imperios Centrales acabando así con el sistema tradicional bipartidista. Se hubo de enfrentar, sin embargo, con nuevos movimientos populistas que le acusaron de ser el partido responsable del caos que comenzó con las primeras derrotas en la guerra (véase Rumania durante la Primera Guerra Mundial). Como partido principal de la derecha sus nuevo adversarios cuestionaron sus reservas hacia la reforma agraria (una versión liberal de alcance muy limitado se había llevado a cabo en 1918) y su  resistencia a la sustitución de la Constitución de 1866.
Cuando las elecciones de 1919 confirmaron la pérdida de poder del PNL frente de las nuevas formaciones, el PNR y el Partido Campesino (PŢ) formaron un nuevo gobierno encabezado por Alexandru Vaida-Voevod, del PNR. Sin embargo, pronto entraron en conflicto con otras fuerzas parlamentarias sobres los planes de reforma radical de Ion Mihalache, dirigente del PŢ.Brătianu, en cambio, comenzó a negociar uno de los principales opositores del PNL, el Partido Popular del general Alexandru Averescu, alcanzado un compromiso sobre las cuestiones objeto de controversia y logrando canalizar la oposición Averescu hacia el PNR y el PŢ (ayudado por el hecho de que el Partido Popular había incluido a una facción disidente del PNR con el poeta Octavian Goga a la cabeza).

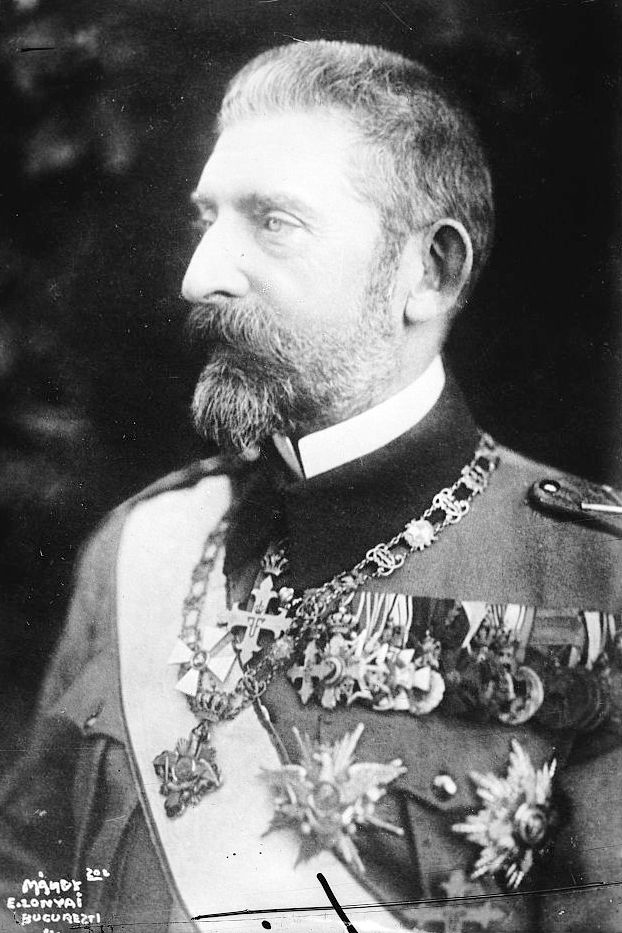
El rey Fernando de Rumanía, aliado político del Partido Liberal y opuesto al PNR, al que estorbó su acceso al gobierno.

Los fracasos y el radicalismo del gobierno de Vaida-Voevod sirvieron de justificación al rey Fernando, estrecho aliado político del PNL, para disolverlo en marzo de 1920. En abril, el nuevo gobierno de Averescu, en consonancia con la política PNL, disolvió el Directorio Transilvano. El de Averescu fue considerado como un gabinete de transición, y pronto le siguió por un nuevo periodo de la supremacía liberal: a pesar de la gran indignación de las fuerzas de oposición,Brătianu consiguió aprobar en el parlamento la Constitución de 1923, de carácter centralista. Su uso del borrador de reforma agraria de Mihalache le reportó un respaldo aún mayor.
En 1925, tras un fallido intento del rey Fernando de unir el PNR y el PNL, el primero aumentó sus miembros al unirse al grupo nacionalista independiente del historiador Nicolae Iorga (sucesor del Partido Nacionalista Democrático, que se había destacado por sus actividades a favor de la Entente al comienzo de la guerra mundial). Esta breve unión hizo que Iorga se convirtiese en presidente honorario del partido. Ese mismo año, el partido también absorbió al grupo dirigido por Constantin Argetoianu, surgido del Partido Popular, a pesar de las pasadas rivalidades entre este político y el PNR. Se unieron a él también varias agrupaciones menores herederas del Partido Conservador. El año anterior, el PNR y el PŢ habían anunciado su unión, que duró dos días, enfrentadas ambas formaciones por la presencia del populista agrario Constantin Stere al frente del PŢ.
Las nuevas elecciones de 1926 confirmaron la supremacía de la coalición PNR-PŢ y los dos grupos decidieron rechazar la propuesta de Averescu unir sus fuerzas. Se encontraron con que no pudieron formar gobierno, sin embargo, por la prerrogativa real de Fernando, que le permitía encaragar la formación de gobierno a la formación que eligiese, formándose un nuevo gabinete de Averescu con apoyo de los liberales. Los dos partidos comenzaron entonces una campaña de hostigamiento al gobierno. La enfermedad terminal del rey hizo que Maniu comenzase conversaciones ilegales para el regreso y ascenso al trono del príncipe Carol (que había sido excluido de la sucesión). Al mismo tiempo, el PNR buscaba un nuevo acuerdo con el gobierno húngaro del almirante Miklós Horthy acerca de las fronteras creadas por el Tratado de Trianon, gesto autorizado por Carol y el que medió el vizconde Rothermere. Estas iniciativas fueron bloqueadas pronto por el gobierno rumano, que solicitó al Reino Unido la expulsión de Carol de su territorio. 
El 10 de octubre de 1926, el PNR y el PŢ dejaron de lado sus diferencias y se unieron para crear el  Partido Nacional Campesino (PNŢ), que sería junto al PNL y a pesar de sus numerosas crisis y escisiones, uno de los dos principales partidos hasta el establecimiento de la dictadura real de Carol en 1938. Después de un período en la clandestinidad que duró toda la Segunda Guerra Mundial, reapareció como una fuerza importante entre el verano de 1944 y su prohibición definitiva seis meses antes de la proclamación de la República Popular de Rumanía en 1947.

## Líderes del Partido
| Nicolae Popea           | 1881–1882 |
| Partenie Cosma          | 1882–1883 |
| George Bariţ            | 1884–1888 |
| Ioan Raţiu              | 1889–1890 |
| Vicenţiu Babeş          | 1890–1891 |
| Ioan Raţiu              | 1892–1902 |
| Gheorghe Pop de Băseşti | 1903–1919 |
| Iuliu Maniu             | 1919–1926 |